# Sphenorhina panamensis
Sphenorhina panamensis är en insektsart som beskrevs av Nast 1949. Sphenorhina panamensis ingår i släktet Sphenorhina och familjen spottstritar. Inga underarter finns listade i Catalogue of Life.